# Gabriel Tamaș
Gabriel Sebastian Tamaș (Brașov, 9 novembre 1983) è un ex calciatore rumeno, di ruolo difensore.

## Caratteristiche tecniche
Di ruolo difensore centrale, può giocare anche da terzino destro e da mediano. Di piede destro, è abile nei lanci lunghi, nei tackle, nei cross, e nel battere i calci di punizione.

## Carriera

### Nazionale
L'11 agosto 2011, in seguito a una nottata di baldoria e alcol insieme al compagno Adrian Mutu durante il ritiro due giorni prima dell'amichevole contro il San Marino, il C.T. Victor Pițurcă li esclude definitivamente dalla nazionale. Tuttavia il 30 settembre viene richiamato in nazionale per le sfide di qualificazione agli Europei 2012.

## Statistiche

### Presenze e reti nei club
Statistiche aggiornate al 9 ottobre 2022.
| Stagione                | Squadra                 | Campionato              | Campionato | Campionato | Coppe nazionali | Coppe nazionali | Coppe nazionali | Coppe continentali | Coppe continentali | Coppe continentali | Altre coppe | Altre coppe | Altre coppe | Totale | Totale |
| Stagione                | Squadra                 | Comp                    | Pres       | Reti       | Comp            | Pres            | Reti            | Comp               | Pres               | Reti               | Comp        | Pres        | Reti        | Pres   | Reti   |
| ----------------------- | ----------------------- | ----------------------- | ---------- | ---------- | --------------- | --------------- | --------------- | ------------------ | ------------------ | ------------------ | ----------- | ----------- | ----------- | ------ | ------ |
| 1998-1999               | Brașov                  | L2                      | 1          | 0          | CR              | 0               | 0               | -                  | -                  | -                  | -           | -           | -           | 1      | 0      |
| 1999-2000               | Brașov                  | L1                      | 0          | 0          | CR              | 0               | 0               | -                  | -                  | -                  | -           | -           | -           | 0      | 0      |
| Totale Brașov           | Totale Brașov           | Totale Brașov           | 1          | 0          |                 | 0               | 0               |                    | -                  | -                  |             | -           | -           | 1      | 0      |
| 2000-2001               | Tractorul Brașov        | L2                      | 15         | 1          | CR              | 0               | 0               | -                  | -                  | -                  | -           | -           | -           | 15     | 1      |
| 2001-2002               | Tractorul Brașov        | L2                      | 19         | 2          | CR              | 0               | 0               | -                  | -                  | -                  | -           | -           | -           | 19     | 2      |
| Totale Tractorul Brașov | Totale Tractorul Brașov | Totale Tractorul Brașov | 34         | 3          |                 | 0               | 0               |                    | -                  | -                  |             | -           | -           | 34     | 3      |
| 2002-2003               | Dinamo Bucarest         | L1                      | 19         | 4          | CR              | 7               | 0               | UCL                | 0                  | 0                  | -           | -           | -           | 26     | 4      |
| 2003-gen. 2004          | Galatasaray             | SL                      | 6          | 0          | TK              | 2               | 0               | UCL                | 5                  | 0                  | -           | -           | -           | 13     | 0      |
| 2004                    | Spartak Mosca           | PL                      | 14         | 0          | KR              | 2               | 0               | Int                | 3                  | 0                  | SR          | 1           | 0           | 20     | 0      |
| gen.-giu. 2005          | Dinamo Bucarest         | L1                      | 13         | 0          | CR              | 3               | 0               | -                  | -                  | -                  | -           | -           | -           | 16     | 0      |
| 2005-gen. 2006          | Dinamo Bucarest         | L1                      | 14         | 1          | CR              | 2               | 0               | CU                 | 6                  | 0                  | SR          | 1           | 0           | 23     | 1      |
| 2006                    | Spartak Mosca           | PL                      | 3          | 0          | KR              | 2               | 0               | UCL                | 0                  | 0                  | SR          | 0           | 0           | 5      | 0      |
| Totale Spartak Mosca    | Totale Spartak Mosca    | Totale Spartak Mosca    | 17         | 0          |                 | 4               | 0               |                    | 3                  | 0                  |             | 1           | 0           | 25     | 0      |
| 2006-2007               | Celta Vigo              | PD                      | 29         | 0          | CR              | 2               | 0               | CU                 | 9                  | 0                  | -           | -           | -           | 40     | 0      |
| 2007-2008               | Auxerre                 | L1                      | 27         | 0          | CF+CdL          | 1+3             | 0               | -                  | -                  | -                  | -           | -           | -           | 31     | 0      |
| 2008-2009               | Dinamo Bucarest         | L1                      | 22         | 0          | CR              | 1               | 0               | CU                 | 2                  | 0                  | -           | -           | -           | 25     | 0      |
| 2009-gen. 2010          | Dinamo Bucarest         | L1                      | 12         | 2          | CR              | 1               | 0               | UEL                | 7                  | 1                  | -           | -           | -           | 20     | 3      |
| Totale Dinamo Bucarest  | Totale Dinamo Bucarest  | Totale Dinamo Bucarest  | 80         | 7          |                 | 14              | 0               |                    | 15                 | 1                  |             | 1           | 0           | 110    | 8      |
| gen.-giu. 2010          | West Bromwich           | FLC                     | 23         | 2          | FACup+CdL       | 3+0             | 0               | -                  | -                  | -                  | -           | -           | -           | 26     | 2      |
| 2010-2011               | West Bromwich           | PL                      | 26         | 0          | FACup+CdL       | 0               | 0               | -                  | -                  | -                  | -           | -           | -           | 26     | 0      |
| 2011-2012               | West Bromwich           | PL                      | 8          | 0          | FACup+CdL       | 2+0             | 0               | -                  | -                  | -                  | -           | -           | -           | 10     | 0      |
| 2012-2013               | West Bromwich           | PL                      | 11         | 0          | FACup+CdL       | 2+2             | 0+1             | -                  | -                  | -                  | -           | -           | -           | 15     | 1      |
| Totale West Bromwich    | Totale West Bromwich    | Totale West Bromwich    | 68         | 2          |                 | 9               | 1               |                    | -                  | -                  |             | -           | -           | 77     | 3      |
| gen.-giu. 2014          | Doncaster Rovers        | FLC                     | 14         | 0          | FACup+CdL       | -               | -               | -                  | -                  | -                  | -           | -           | -           | 14     | 0      |
| 2014-gen. 2015          | Watford                 | FLC                     | 7          | 0          | FACup+CdL       | 0+2             | 0               | -                  | -                  | -                  | -           | -           | -           | 9      | 0      |
| gen.-giu. 2015          | Steaua Bucurest         | L1                      | 10         | 0          | CR+CdL          | 2+1             | 0               | -                  | -                  | -                  | -           | -           | -           | 13     | 0      |
| ago. 2015               | Steaua Bucurest         | L1                      | 0          | 0          | CR+CdL          | 0               | 0               | UCL                | 1                  | 0                  | SR          | 1           | 0           | 2      | 0      |
| 2015-gen. 2016          | Cardiff City            | FLC                     | 0          | 0          | FACup+CdL       | 1+0             | 0               | -                  | -                  | -                  | -           | -           | -           | 1      | 0      |
| gen.-giu. 2016          | Steaua Bucurest         | L1                      | 2+10       | 0          | CR+CdL          | 2+2             | 0               | -                  | -                  | -                  | -           | -           | -           | 16     | 0      |
| 2016-2017               | Steaua Bucurest         | L1                      | 23+5       | 1          | CR+CdL          | 0+3             | 0               | UCL+UEL            | 4+6                | 0+1                | -           | -           | -           | 41     | 2      |
| Totale Steaua Bucarest  | Totale Steaua Bucarest  | Totale Steaua Bucarest  | 35+15      | 1          |                 | 10              | 0               |                    | 11                 | 1                  |             | 1           | 0           | 72     | 2      |
| 2017-2018               | Hapoel Haifa            | Lh                      | 24+9       | 1          | CI+CdL          | 5+4             | 1+0             | -                  | -                  | -                  | -           | -           | -           | 42     | 2      |
| 2018-2019               | Hapoel Haifa            | Lh                      | 23         | 2          | CI+CdL          | 1+1             | 0               | UEL                | 3                  | 0                  | SI          | 1           | 1           | 29     | 3      |
| Totale Hapoel Haifa     | Totale Hapoel Haifa     | Totale Hapoel Haifa     | 47+9       | 3          |                 | 11              | 1               |                    | 3                  | 0                  |             | 1           | 1           | 71     | 5      |
| 2019-2020               | Astra Giurgiu           | L1                      | 18+4       | 0+1        | CR              | 1               | 0               | -                  | -                  | -                  | -           | -           | -           | 23     | 1      |
| 2020-gen. 2021          | U Cluj                  | L2                      | 9          | 1          | CR              | 1               | 0               | -                  | -                  | -                  | -           | -           | -           | 10     | 1      |
| gen.-giu. 2021          | Voluntari               | L1                      | 7+11       | 0          | CR              | -               | -               | -                  | -                  | -                  | -           | -           | -           | 18     | 0      |
| 2021-2022               | Voluntari               | L1                      | 27+8       | 1          | CR              | 4               | 0               | -                  | -                  | -                  | -           | -           | -           | 39     | 1      |
| Totale Voluntari        | Totale Voluntari        | Totale Voluntari        | 34+19      | 1          |                 | 4               | 0               |                    | -                  | -                  |             | -           | -           | 57     | 1      |
| set.-ott. 2022          | Petrolul Ploiești       | L1                      | 13         | 2          | CR              | 1               | 0               | -                  | -                  | -                  | -           | -           | -           | 14     | 2      |
| Totale carriera         | Totale carriera         | Totale carriera         | 486        | 21         |                 | 66              | 2               |                    | 46                 | 2                  |             | 4           | 1           | 602    | 26     |

### Cronologia presenze e reti in nazionale
| Cronologia completa delle presenze e delle reti in nazionale ― Romania | Cronologia completa delle presenze e delle reti in nazionale ― Romania | Cronologia completa delle presenze e delle reti in nazionale ― Romania | Cronologia completa delle presenze e delle reti in nazionale ― Romania | Cronologia completa delle presenze e delle reti in nazionale ― Romania | Cronologia completa delle presenze e delle reti in nazionale ― Romania | Cronologia completa delle presenze e delle reti in nazionale ― Romania | Cronologia completa delle presenze e delle reti in nazionale ― Romania |
| Data                                                                   | Città                                                                  | In casa                                                                | Risultato                                                              | Ospiti                                                                 | Competizione                                                           | Reti                                                                   | Note                                                                   |
| ---------------------------------------------------------------------- | ---------------------------------------------------------------------- | ---------------------------------------------------------------------- | ---------------------------------------------------------------------- | ---------------------------------------------------------------------- | ---------------------------------------------------------------------- | ---------------------------------------------------------------------- | ---------------------------------------------------------------------- |
| 12-2-2003                                                              | Larnaca                                                                | Slovacchia                                                             | 1 – 2                                                                  | Romania                                                                | Torneo di Cipro 2003 - Semifinale                                      | -                                                                      | 90+1’                                                                  |
| 13-2-2003                                                              | Limassol                                                               | Russia                                                                 | 4 – 2                                                                  | Romania                                                                | Torneo di Cipro 2003 - Finale                                          | 1                                                                      | 67’                                                                    |
| 30-4-2003                                                              | Kaunas                                                                 | Lituania                                                               | 0 – 1                                                                  | Romania                                                                | Amichevole                                                             | -                                                                      | 61’                                                                    |
| 20-8-2003                                                              | Donec'k                                                                | Ucraina                                                                | 0 – 2                                                                  | Romania                                                                | Amichevole                                                             | -                                                                      | 85’                                                                    |
| 18-2-2004                                                              | Larnaca                                                                | Georgia                                                                | 0 – 3                                                                  | Romania                                                                | Amichevole                                                             | -                                                                      | 78’                                                                    |
| 24-5-2005                                                              | Bacău                                                                  | Romania                                                                | 2 – 0                                                                  | Moldavia                                                               | Amichevole                                                             | -                                                                      |                                                                        |
| 4-6-2005                                                               | Rotterdam                                                              | Paesi Bassi                                                            | 2 – 0                                                                  | Romania                                                                | Qual. Mondiali 2006                                                    | -                                                                      |                                                                        |
| 8-6-2005                                                               | Costanza                                                               | Romania                                                                | 3 – 0                                                                  | Armenia                                                                | Qual. Mondiali 2006                                                    | -                                                                      |                                                                        |
| 17-8-2005                                                              | Costanza                                                               | Romania                                                                | 2 – 0                                                                  | Andorra                                                                | Qual. Mondiali 2006                                                    | -                                                                      |                                                                        |
| 3-9-2005                                                               | Costanza                                                               | Romania                                                                | 2 – 0                                                                  | Rep. Ceca                                                              | Qual. Mondiali 2006                                                    | -                                                                      |                                                                        |
| 8-10-2005                                                              | Helsinki                                                               | Finlandia                                                              | 0 – 1                                                                  | Romania                                                                | Qual. Mondiali 2006                                                    | -                                                                      |                                                                        |
| 12-11-2005                                                             | Le Mans                                                                | Romania                                                                | 1 – 2                                                                  | Costa d'Avorio                                                         | Amichevole                                                             | -                                                                      |                                                                        |
| 16-11-2005                                                             | Bucarest                                                               | Romania                                                                | 3 – 0                                                                  | Nigeria                                                                | Amichevole                                                             | -                                                                      |                                                                        |
| 28-2-2006                                                              | Nicosia                                                                | Romania                                                                | 2 – 0                                                                  | Armenia                                                                | Amichevole                                                             | -                                                                      | 74’                                                                    |
| 1-3-2006                                                               | Larnaca                                                                | Romania                                                                | 2 – 0                                                                  | Slovenia                                                               | Amichevole                                                             | -                                                                      |                                                                        |
| 23-5-2006                                                              | Los Angeles                                                            | Romania                                                                | 0 – 2                                                                  | Uruguay                                                                | Amichevole                                                             | -                                                                      |                                                                        |
| 27-5-2006                                                              | Chicago                                                                | Romania                                                                | 0 – 0                                                                  | Colombia                                                               | Amichevole                                                             | -                                                                      |                                                                        |
| 16-8-2006                                                              | Costanza                                                               | Romania                                                                | 2 – 0                                                                  | Cipro                                                                  | Amichevole                                                             | -                                                                      |                                                                        |
| 2-9-2006                                                               | Costanza                                                               | Romania                                                                | 2 – 2                                                                  | Bulgaria                                                               | Qual. Euro 2008                                                        | -                                                                      | 63’, 90+1’                                                             |
| 7-10-2006                                                              | Bucarest                                                               | Romania                                                                | 3 – 1                                                                  | Bielorussia                                                            | Qual. Euro 2008                                                        | -                                                                      | 29’                                                                    |
| 15-11-2006                                                             | Cadice                                                                 | Spagna                                                                 | 0 – 1                                                                  | Romania                                                                | Amichevole                                                             | -                                                                      | 87’                                                                    |
| 7-2-2007                                                               | Bucarest                                                               | Romania                                                                | 2 – 0                                                                  | Moldavia                                                               | Amichevole                                                             | -                                                                      | 46’                                                                    |
| 24-3-2007                                                              | Rotterdam                                                              | Paesi Bassi                                                            | 0 – 0                                                                  | Romania                                                                | Qual. Euro 2008                                                        | -                                                                      |                                                                        |
| 28-3-2007                                                              | Piatra Neamț                                                           | Romania                                                                | 3 – 0                                                                  | Lussemburgo                                                            | Qual. Euro 2008                                                        | -                                                                      | 87’                                                                    |
| 2-6-2007                                                               | Celje                                                                  | Slovenia                                                               | 1 – 2                                                                  | Romania                                                                | Qual. Euro 2008                                                        | 1                                                                      |                                                                        |
| 6-6-2007                                                               | Timișoara                                                              | Romania                                                                | 2 – 0                                                                  | Slovenia                                                               | Qual. Euro 2008                                                        | -                                                                      | 62’                                                                    |
| 12-9-2007                                                              | Colonia                                                                | Germania                                                               | 3 – 1                                                                  | Romania                                                                | Amichevole                                                             | -                                                                      |                                                                        |
| 13-10-2007                                                             | Costanza                                                               | Romania                                                                | 1 – 0                                                                  | Paesi Bassi                                                            | Qual. Euro 2008                                                        | -                                                                      | 81’                                                                    |
| 17-10-2007                                                             | Lussemburgo                                                            | Lussemburgo                                                            | 0 – 2                                                                  | Romania                                                                | Qual. Euro 2008                                                        | -                                                                      |                                                                        |
| 17-11-2007                                                             | Sofia                                                                  | Bulgaria                                                               | 1 – 0                                                                  | Romania                                                                | Qual. Euro 2008                                                        | -                                                                      |                                                                        |
| 21-11-2007                                                             | Bucarest                                                               | Romania                                                                | 6 – 1                                                                  | Albania                                                                | Qual. Euro 2008                                                        | 1                                                                      | 78’                                                                    |
| 6-2-2008                                                               | Tel Aviv                                                               | Israele                                                                | 1 – 0                                                                  | Romania                                                                | Amichevole                                                             | -                                                                      | 90+1’                                                                  |
| 26-3-2008                                                              | Bucarest                                                               | Romania                                                                | 3 – 0                                                                  | Russia                                                                 | Amichevole                                                             | -                                                                      | 35’                                                                    |
| 31-5-2008                                                              | Bucarest                                                               | Romania                                                                | 4 – 0                                                                  | Montenegro                                                             | Amichevole                                                             | -                                                                      | 46’                                                                    |
| 9-6-2008                                                               | Zurigo                                                                 | Romania                                                                | 0 – 0                                                                  | Francia                                                                | Euro 2008 - 1º turno                                                   | -                                                                      |                                                                        |
| 13-6-2008                                                              | Zurigo                                                                 | Italia                                                                 | 1 – 1                                                                  | Romania                                                                | Euro 2008 - 1º turno                                                   | -                                                                      |                                                                        |
| 17-6-2008                                                              | Berna                                                                  | Paesi Bassi                                                            | 2 – 0                                                                  | Romania                                                                | Euro 2008 - 1º turno                                                   | -                                                                      |                                                                        |
| 20-8-2008                                                              | Costanza                                                               | Romania                                                                | 1 – 0                                                                  | Lettonia                                                               | Amichevole                                                             | -                                                                      | 12’ 63’                                                                |
| 6-9-2008                                                               | Cluj-Napoca                                                            | Romania                                                                | 0 – 3                                                                  | Lituania                                                               | Qual. Mondiali 2010                                                    | -                                                                      |                                                                        |
| 11-10-2008                                                             | Costanza                                                               | Romania                                                                | 2 – 2                                                                  | Francia                                                                | Qual. Mondiali 2010                                                    | -                                                                      |                                                                        |
| 19-11-2008                                                             | Bucarest                                                               | Romania                                                                | 2 – 1                                                                  | Georgia                                                                | Amichevole                                                             | -                                                                      | 46’                                                                    |
| 11-2-2009                                                              | Bucarest                                                               | Romania                                                                | 2 – 1                                                                  | Croazia                                                                | Amichevole                                                             | -                                                                      |                                                                        |
| 28-3-2009                                                              | Costanza                                                               | Romania                                                                | 2 – 3                                                                  | Serbia                                                                 | Qual. Mondiali 2010                                                    | -                                                                      | 90’                                                                    |
| 1-4-2009                                                               | Klagenfurt                                                             | Austria                                                                | 2 – 1                                                                  | Romania                                                                | Qual. Mondiali 2010                                                    | -                                                                      |                                                                        |
| 3-3-2010                                                               | Timișoara                                                              | Romania                                                                | 0 – 2                                                                  | Israele                                                                | Amichevole                                                             | -                                                                      | 46’                                                                    |
| 29-5-2010                                                              | Leopoli                                                                | Ucraina                                                                | 3 – 2                                                                  | Romania                                                                | Amichevole                                                             | 1                                                                      |                                                                        |
| 2-6-2010                                                               | Villach                                                                | Romania                                                                | 0 – 1                                                                  | Macedonia                                                              | Amichevole                                                             | -                                                                      | 46’                                                                    |
| 5-6-2010                                                               | Sankt Veit an der Glan                                                 | Romania                                                                | 3 – 0                                                                  | Honduras                                                               | Amichevole                                                             | -                                                                      | 79’                                                                    |
| 11-8-2010                                                              | Istanbul                                                               | Turchia                                                                | 2 – 0                                                                  | Romania                                                                | Qual. Euro 2012                                                        | -                                                                      |                                                                        |
| 3-9-2010                                                               | Piatra Neamț                                                           | Romania                                                                | 1 – 1                                                                  | Albania                                                                | Qual. Euro 2012                                                        | -                                                                      |                                                                        |
| 7-9-2010                                                               | Minsk                                                                  | Bielorussia                                                            | 0 – 0                                                                  | Romania                                                                | Qual. Euro 2012                                                        | -                                                                      |                                                                        |
| 9-10-2010                                                              | Saint-Denis                                                            | Francia                                                                | 2 – 0                                                                  | Romania                                                                | Qual. Euro 2012                                                        | -                                                                      |                                                                        |
| 17-11-2010                                                             | Klagenfurt                                                             | Romania                                                                | 1 – 1                                                                  | Italia                                                                 | Amichevole                                                             | -                                                                      |                                                                        |
| 9-2-2011                                                               | Paralimni                                                              | Cipro                                                                  | 1 – 1 dts (5 – 6 dtr)                                                  | Romania                                                                | Amichevole                                                             | -                                                                      | Cap. 35’                                                               |
| 26-3-2011                                                              | Zenica                                                                 | Bosnia ed Erzegovina                                                   | 2 – 1                                                                  | Romania                                                                | Qual. Euro 2012                                                        | -                                                                      | Cap.                                                                   |
| 29-3-2011                                                              | Piatra Neamț                                                           | Romania                                                                | 3 – 1                                                                  | Lussemburgo                                                            | Qual. Euro 2012                                                        | -                                                                      | Cap. 36’ 65’                                                           |
| 3-6-2011                                                               | Bucarest                                                               | Romania                                                                | 3 – 0                                                                  | Bosnia ed Erzegovina                                                   | Qual. Euro 2012                                                        | -                                                                      |                                                                        |
| 7-10-2011                                                              | Bucarest                                                               | Romania                                                                | 2 – 2                                                                  | Bielorussia                                                            | Qual. Euro 2012                                                        | -                                                                      |                                                                        |
| 11-10-2011                                                             | Tirana                                                                 | Albania                                                                | 1 – 1                                                                  | Romania                                                                | Qual. Euro 2012                                                        | -                                                                      | 70’                                                                    |
| 15-8-2012                                                              | Lubiana                                                                | Slovenia                                                               | 4 – 3                                                                  | Romania                                                                | Amichevole                                                             | -                                                                      | 46’ 81’                                                                |
| 12-10-2012                                                             | Istanbul                                                               | Turchia                                                                | 0 – 1                                                                  | Romania                                                                | Qual. Mondiali 2014                                                    | -                                                                      |                                                                        |
| 16-10-2012                                                             | Bucarest                                                               | Romania                                                                | 1 – 4                                                                  | Paesi Bassi                                                            | Qual. Mondiali 2014                                                    | -                                                                      | 45+2’                                                                  |
| 6-2-2013                                                               | Malaga                                                                 | Romania                                                                | 3 – 2                                                                  | Australia                                                              | Amichevole                                                             | -                                                                      |                                                                        |
| 22-3-2013                                                              | Budapest                                                               | Ungheria                                                               | 2 – 2                                                                  | Romania                                                                | Qual. Mondiali 2014                                                    | -                                                                      |                                                                        |
| 26-3-2013                                                              | Amsterdam                                                              | Paesi Bassi                                                            | 4 – 0                                                                  | Romania                                                                | Qual. Mondiali 2014                                                    | -                                                                      |                                                                        |
| 7-9-2014                                                               | Atene                                                                  | Grecia                                                                 | 0 – 1                                                                  | Romania                                                                | Qual. Euro 2016                                                        | -                                                                      |                                                                        |
| 13-6-2015                                                              | Belfast                                                                | Irlanda del Nord                                                       | 0 – 0                                                                  | Romania                                                                | Qual. Euro 2016                                                        | -                                                                      | 90’                                                                    |
| 11-10-2018                                                             | Vilnius                                                                | Lituania                                                               | 1 – 2                                                                  | Romania                                                                | UEFA Nations League 2018-2019 - 1º turno                               | -                                                                      |                                                                        |
| 14-10-2018                                                             | Bucarest                                                               | Romania                                                                | 0 – 0                                                                  | Serbia                                                                 | UEFA Nations League 2018-2019 - 1º turno                               | -                                                                      | 44’                                                                    |
| Totale                                                                 |                                                                        | Presenze                                                               | 69                                                                     |                                                                        | Reti                                                                   | 4                                                                      |                                                                        |

## Palmarès

### Club

#### Competizioni nazionali
- Coppe di Romania: 3

Dinamo Bucarest: 2002-2003, 2004-2005
Steaua Bucarest: 2014-2015
- Supercoppa di Romania: 1

Dinamo Bucares: 2005
- Coppa di lega rumena: 2

Steaua Bucarest: 2014-2015, 2015-2016
- Campionato rumeno: 1

Steaua Bucarest: 2014-2015
- Coppa di Israele: 1

Hapoel Haifa: 2017-2018
- Supercoppa d'Israele: 1

Hapoel Haifa: 2018